# نگهبان (فیلم ۲۰۱۰)
نگهبان (به انگلیسی: The Ward) عنوان فیلمی ترسناک به کارگردانی جان کارپنتر است. این فیلم مستقل، در سال ۲۰۱۰ اکران عمومی شد.

## خلاصهٔ داستان
دختری که به اجبارِ نیروی پلیس، محکوم به بستری‌شدن در یک مرکز روان‌درمانی می‌شود، متوجه می‌گردد که نیرویی شیطانی قصد جانش را دارد...

## بازیگران
- امبر هرد
- میمی گامر
- دانیل پانابیکر
- میکا بورم
- لیندزی فونسکا